# Antiguo comercio del vidrio

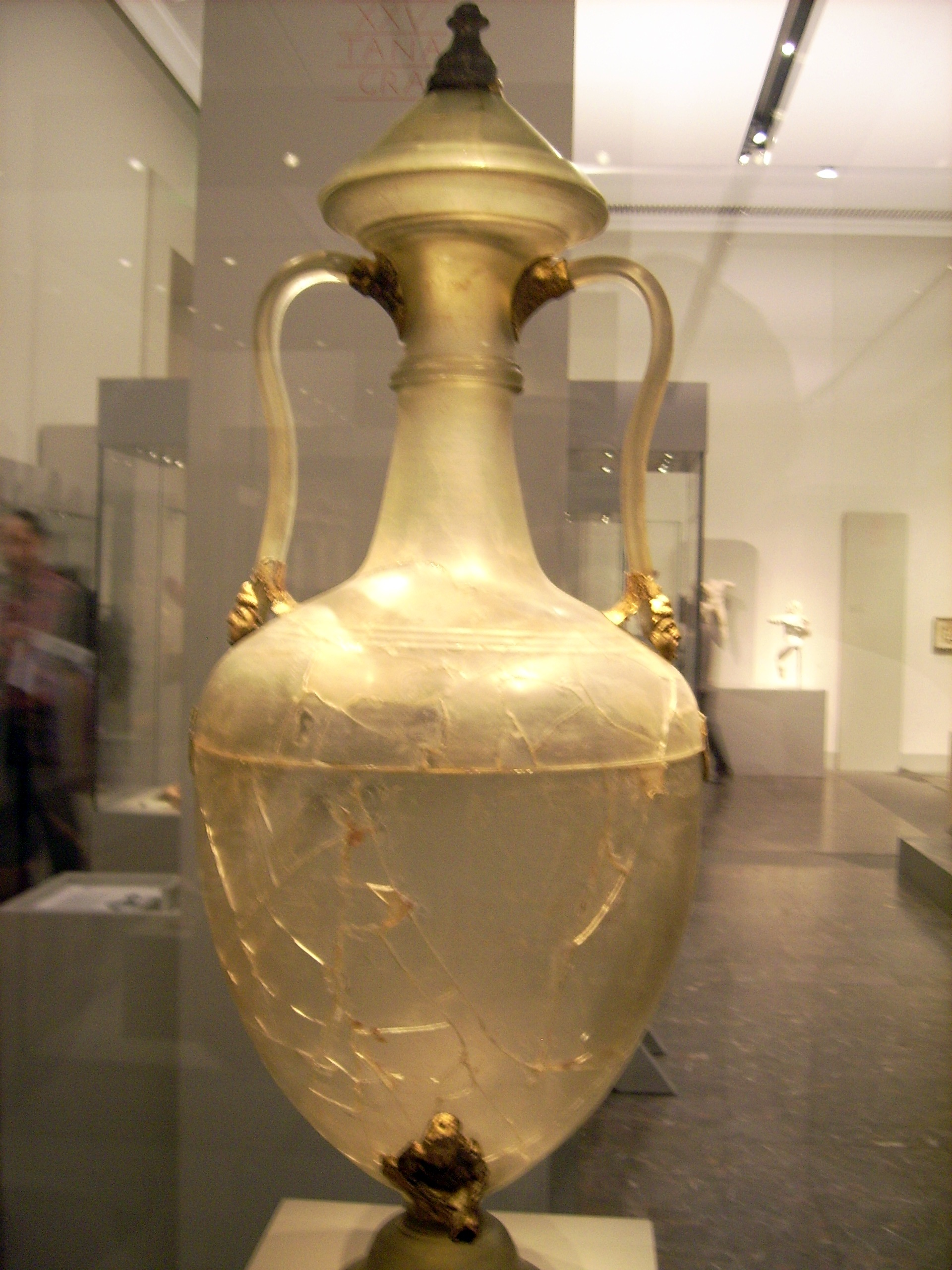
Un ánfora de vidrio helenístico encontrada en Olbia, Sardinia, datadaen el siglo II a. C.

La forma en que se intercambiaba el vidrio a lo largo de la antigüedad está íntimamente relacionada con su producción y es un paso hacia el aprendizaje de las economías e interacciones de las sociedades antiguas. Debido a su naturaleza, puede ser moldeado en una variedad de formas y como tal se encuentra en diferentes contextos arqueológicos, tales como vidrios de ventanas, joyas o vajillas. Esto es importante porque puede informar sobre cómo se relacionan entre sí diferentes industrias de las sociedades, tanto dentro de una región cultural como con sociedades extranjeras.
El comercio del vidrio se estudia principalmente mediante el análisis compositivo de los objetos de vidrio, creando grupos con composiciones químicas específicas que se espera que permitan diferenciar entre los centros de producción (tanto geográfica como cronológicamente). Las complicaciones surgen del hecho de que durante largos períodos de tiempo el vidrio se ha fabricado siguiendo procedimientos muy similares y, por lo tanto, los principales elementos encontrados no varían significativamente. Está hecho con una mezcla de materias primas, lo que significa que las diferentes fuentes de cada materia prima, incluso para el mismo centro de producción, complican aún más la situación. El hecho de que se trate de un material que se presta bien al reciclaje solo puede contribuir a ello. Sin embargo, a medida que las técnicas científicas mejoran, cada vez es más posible discernir algunos grupos de composición, junto con otras evidencias arqueológicas y textuales, y empieza a surgir una imagen de la tecnología, la industria y el intercambio del vidrio.

## Mesopotamia y el Mediterráneo Oriental durante el final de la Edad de Bronce
Las cuentas de vidrio se conocen desde el tercer milenio a. C., pero es solo a finales del segundo milenio cuando el vidrio comienza a aparecer con mayor frecuencia, principalmente en Egipto y Mesopotamia. Esto no quiere decir que fuera un producto muy difundido, sino todo lo contrario. Era un material para objetos de alto nivel con evidencias arqueológicas de la Edad de Bronce tardía (LBA) que mostraban también una distribución casi exclusiva de los hallazgos de vidrio en complejos palaciegos como el encontrado en la ciudad de Amarna - Egipto. Los textos que enumeran las ofrendas a los templos egipcios comenzarían con oro y plata, seguidos de piedras preciosas (lapislázuli) y luego bronce, cobre y otras piedras no tan preciosas con el vidrio mencionado junto con el lapislázuli. En este período era raro y precioso y su uso estaba en gran parte restringido a la élite. El lingote de vidrio más antiguo fue descubierto en el pecio de Uluburun egipcio en 1300 a. C. frente a las costas de Turquía.
La producción del vidrio en bruto se realizaba en talleres primarios de los cuales solo se conocen 3, todos en Egipto: Amarna, Pi-Ramsés y Malkata. En los dos primeros sitios se han identificado vasos de cerámica cilíndricos con restos vitrificados como crisoles de vidrio s donde las materias primas (guijarros de cuarzo y ceniza vegetal) se fundirían junto con un colorante. Los dos yacimientos parecen mostrar una especialización en el color, con el vidrio azul, mediante la adición de cobalto, que se produce en Amarna y el rojo, mediante el cobre, en Pi-Ramsés. El vidrio coloreado resultante se convertiría en objetos reales en talleres secundarios, mucho más comunes en el registro arqueológico. Parece cierto que la fabricación de vidrio no era exclusiva de Egipto (de hecho, la opinión de los estudiosos actuales se basa en que la industria se importó originalmente al país), ya que hay textos cuneiformes mesopotámicos que detallan los procesos para la fabricación de vidrio. Las Cartas de Amarna, una correspondencia diplomática contemporánea que detalla la demanda y el regalo de los príncipes vasallos en Siria y Palestina al rey egipcio, son un apoyo adicional a esta hipótesis, ya que en ellas el artículo más solicitado es el vidrio.
Las pruebas apuntan a dos regiones que fabricaban e intercambiaban vidrio. Parece lógico creer que en una etapa inicial fueron objetos de vidrio, en contraposición al vidrio bruto, los que se intercambiaron. La composición de los elementos principales de los hallazgos de vidrio de Mesopotamia y Egipto es indistinguible, ya que se encuentran tantas variaciones dentro de un mismo conjunto como entre diferentes sitios. Esto indica que en ambas regiones se utilizaba la misma receta. A medida que las técnicas analíticas se desarrollan, la presencia de oligoelementos puede determinarse con mayor precisión y se ha descubierto que el vidrio es compositivamente idéntico dentro de cada región, pero es posible discriminar entre ellos. Esto podría ser un gran paso para descubrir los patrones de comercio, sin embargo, en la actualidad no se ha encontrado vidrio egipcio en Mesopotamia, ni tampoco se han encontrado vidrios mesopotámicos en Egipto.
Al otro lado del mar, se encontró que las cuentas de vidrio micénicas se habían hecho con vidrio de ambas regiones. El hecho de que las cuentas sean estilísticamente micénicas implicaría una importación de vidrio bruto. Las pruebas arqueológicas de este comercio provienen del pecio de Uluburun, fechado en el siglo XIV a. C. Como parte de su carga llevaba 175 lingotes de vidrio bruto de forma cilíndrica. Estos lingotes coinciden con los crisoles de fusión de vidrio encontrados en Amarna y Pi-Ramsés. 
Todavía no es posible discernir si el comercio de vidrio se producía directamente entre las regiones productoras de vidrio y los consumidores extranjeros, es muy posible que las rutas indirectas a través de los socios comerciales y marítimos a lo largo de la costa mediterránea, el análisis de elementos traza de los lingotes de Uluburun podría permitirnos aprender más. Sabemos que el vidrio era consumido por las élites del Mediterráneo Oriental y del Asia Occidental, que se producía en Egipto y Mesopotamia, con talleres posiblemente especializados en el color y que se distribuía localmente, presumiblemente a través del control estatal, a los artesanos patrocinados por el Estado, y que se exportaba más allá como lingotes de vidrio en bruto.

## El Mediterráneo en la época romana

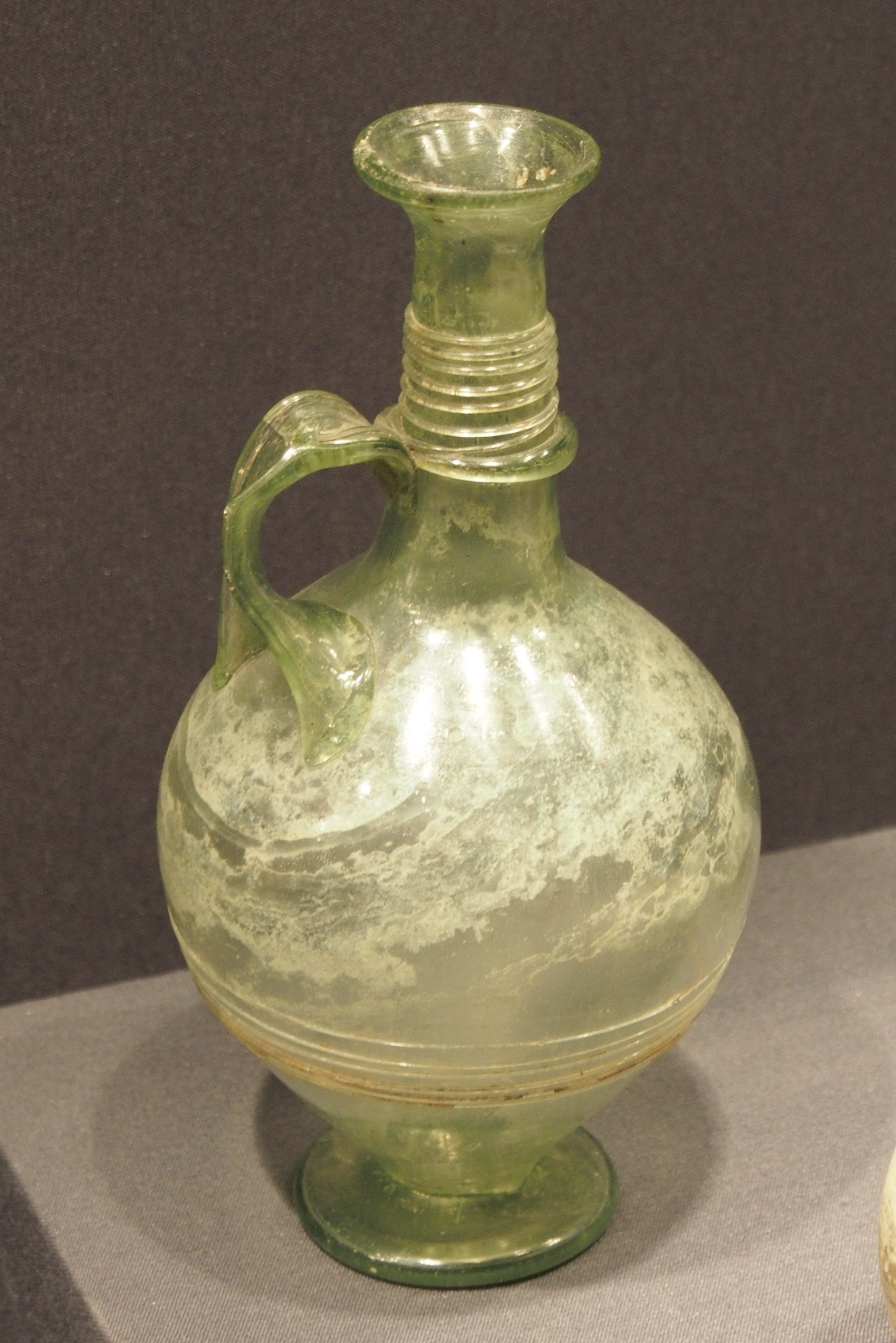
Jarra de vidrio. Hispania romana; Bajo Imperio. Museo de Valladolid.

Desde el periodo helenístico, la producción de vidrio experimentó un considerable desarrollo tecnológico que culminó con la introducción del soplado de vidrio en el siglo I a. C. Los objetos de vidrio se podían hacer ya en una producción a gran escala, con menos materia prima y más rápida y, como consecuencia, se hicieron más comunes. Desde los primeros tiempos de la época romana hasta la época bizantina y los primeros tiempos del Islam, el vidrio, desde el norte de Europa hasta el este del Mediterráneo, muestra una increíble homogeneidad compositiva en sus elementos principales. A diferencia del vidrio LBA, el vidrio romano se fabricaba a partir de la fusión de arena y natrón. -soda mineral- del Uadi Natrun en Egipto. Al ser una materia prima común a todos los vidrios, debería ser posible diferenciar entre los vidrios fabricados a partir de diferentes arenas utilizando la variación de la composición de los elementos traza y ciertas relaciones isotópicas. Estos análisis de composición tenían como objetivo investigar dos modelos para la producción de vidrio:
el vidrio se producía en talleres primarios a gran escala a lo largo de la costa levantina y Egipto, mezclando natrón y arena de la desembocadura del río Belus - como menciona Plinio - y luego se comercializaba en los talleres locales de elaboración de vidrio. Si el natrón se comercializara y se mezclara con arenas locales siguiendo una receta estricta podría resultar en una composición homogénea.

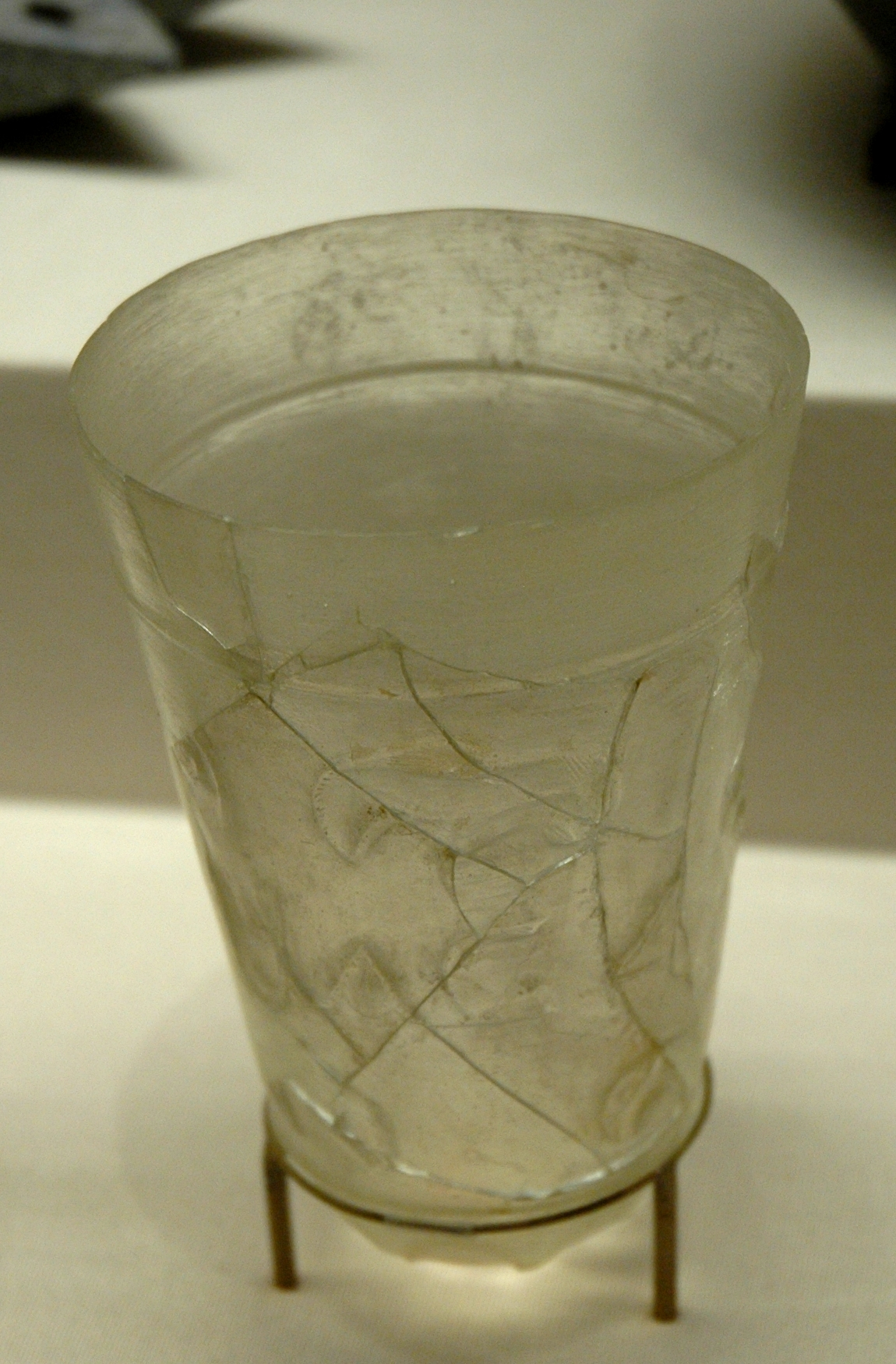
Vaso del, Nishapur.

Se han descubierto hornos de fabricación de vidrio en Israel en dos sitios - 17 en Bet Eli'ezer y 3 en Arsuf. Estos son de forma rectangular que miden aproximadamente 2 m x 4 m y que coinciden en tamaño con una losa de vidrio encontrada dentro de una cueva en Bet She'arim. Las placas resultantes se fragmentaban en trozos que se comercializaban a talleres de vidrio en el Oriente Medio y en todo el Mediterráneo, como lo demuestran los pecios contemporáneos que transportaban dichos trozos de vidrio.
La situación no es tan sencilla; estos talleres están fechados entre los siglos VI y XI d. C. y, aunque son similares, las composiciones no coinciden exactamente con las de la época romana anterior. Plinio, que escribió en el siglo d. C. , describe la fabricación de vidrio en la costa levantina, pero también en Italia, Hispania y Galia, aunque todavía no se han localizado las instalaciones que producían las grandes cantidades de vidrio primario necesarias para abastecer a la industria romana. Estos mismos autores informan de una diferencia en las relaciones isotópicas para el oxígeno y el estroncio que diferencia los vidrios de Oriente Medio de los romanos. Otros autores contrarrestan la idea de una producción centralizada única con una producción primaria registrada desde el norte de Europa  e inferida para Italia.  	
La evidencia de la producción a gran escala sólo ha llegado al Mediterráneo Oriental y de fechas posteriores y supone una tradición continuada de fabricación de vidrio. Que hubo una producción a gran escala y centralizada incluso tan temprano es evidenciado por el pecio del Ouest Embiez I -siglo III- que transportaba 8 toneladas de vidrio crudo. Esto sin embargo no excluye la producción local a menor escala reportada en otros lugares. El Julia Felix, también hundido durante el siglo III d. C., transportaba como parte de su carga vidrio de desecho presumiblemente para su reciclaje. El análisis de oligoelementos del vidrio incoloro mostró que rstos se hicieron utilizando arenas de diferentes fuentes y dando cierto apoyo a la hipótesis de la producción descentralizada.
En el siglo IX, las materias primas para el vidrio vuelven a ser piedras de cuarzo y cenizas vegetales y el «vidrio de bosque» de la Europa medieval. El natrón ya no se utilizaba y la composición de cal baja del vidrio. Bet'eliezer sugiere un declive en el acceso al material al menos desde el siglo VI en adelante. Esto a su vez podría sugerir un cambio de un comercio tanto de natrón como de vidrio bruto a un control más estricto sobre el natrón y un aumento de la producción centralizada.

## Sudeste de Asia, África y el Océano Índico
El vidrio aparece en el norte de la India a finales del segundo milenio d. C. y se hace más común en todo el sudeste asiático durante el siguiente milenio. Las cuentas de vidrio se vuelven muy populares y junto con los brazaletes forman el grupo más grande de hallazgos de vidrio. Desde sus orígenes en la India, las cuentas de vidrio se extendieron desde África hasta Japón, navegando con los vientos monzónicos y se conocieron como «Cuentas de vientos alisios». El tipo de composición más común, que representa el 40% de los hallazgos de vidrio de la región, se conoce como vidrio de sodio mineral-alúmina y se encuentra desde el siglo IV d. C.. hasta el siglo XVI d. C. Como su nombre indica, se caracteriza típicamente por un alto contenido de alúmina y fue hecho por la probable fusión de reh con arenas locales, ricas en alúmina. A través del análisis del LA-ICP-MS, sin embargo, Carter encontró que Camboya tenía una gran cantidad de cuentas de vidrio hechas de vidrio de potasa y predominantemente de vidrio de soda de alta alúmina. El vidrio de potasa es un vidrio que utiliza la potasa o el óxido de potasio como fundente para disminuir el punto de fusión del vidrio y es el tipo de vidrio más común que se encuentra en el sudeste asiático.
Los datos detallados de composición recientemente resumidos por (Lankton, & Dussubieux 2006) han revelado varias tecnologías de vidrio distintas y a la vez contemporáneas a través del Océano Índico, pero la asignación geográfica no está completamente clara. Dos pequeños grupos muestran composiciones que coinciden con las del vidrio mediterráneo basado en el natrón y el vidrio mesopotámico de ceniza vegetal, lo que demuestra el comercio con estas otras regiones. El comercio de vidrio en bruto de Egipto a la India se describió en los textos del siglo I del Periplo del mar Eritreo; el vidrio de Mesopotamia aumenta su presencia con el aumento del control vidrio sasánida del Océano Índico desde los siglos IV al VI. También es posible que parte del vidrio se comercializara a través de la Ruta de la seda.
La mayoría de las cuentas de vidrio encontradas en el África subsahariana antes de la datación del contacto europeo son de origen indio o srilankés, con un documento reciente (Dussubieux et al. 2008) que demuestra el contacto entre los sitios keniatas y Chaul en la costa occidental de la India durante los siglos IX al XIX. Las muestras previamente analizadas de la costa este de África y Madagascar podrían potencialmente encajar en este grupo, pero todavía se necesita más trabajo. Todavía se desconoce si Chaul era el único puerto para el comercio de cuentas de vidrio o si formaba parte de varios puertos competidores en esa costa. Los datos de un sitio en Sudáfrica, cerca de las fronteras con Botsuana y Zimbabue, han asignado provisionalmente algunas cuentas a composiciones islámicas del siglo VIII. Esto sugiere que las antiguas rutas de caravanas de camellos que conectaban esta región con Egipto y el Mediterráneo todavía se utilizaban incluso para el vidrio en un sitio con fácil acceso, a través del río Limpopo, al comercio del Océano Índico y por lo tanto al vidrio antillano que parece ser el más común. Hay suficientes pruebas de que en la antigua Sri Lanka se fabricaba vidrio para utilizarlo en lupas o gafas.

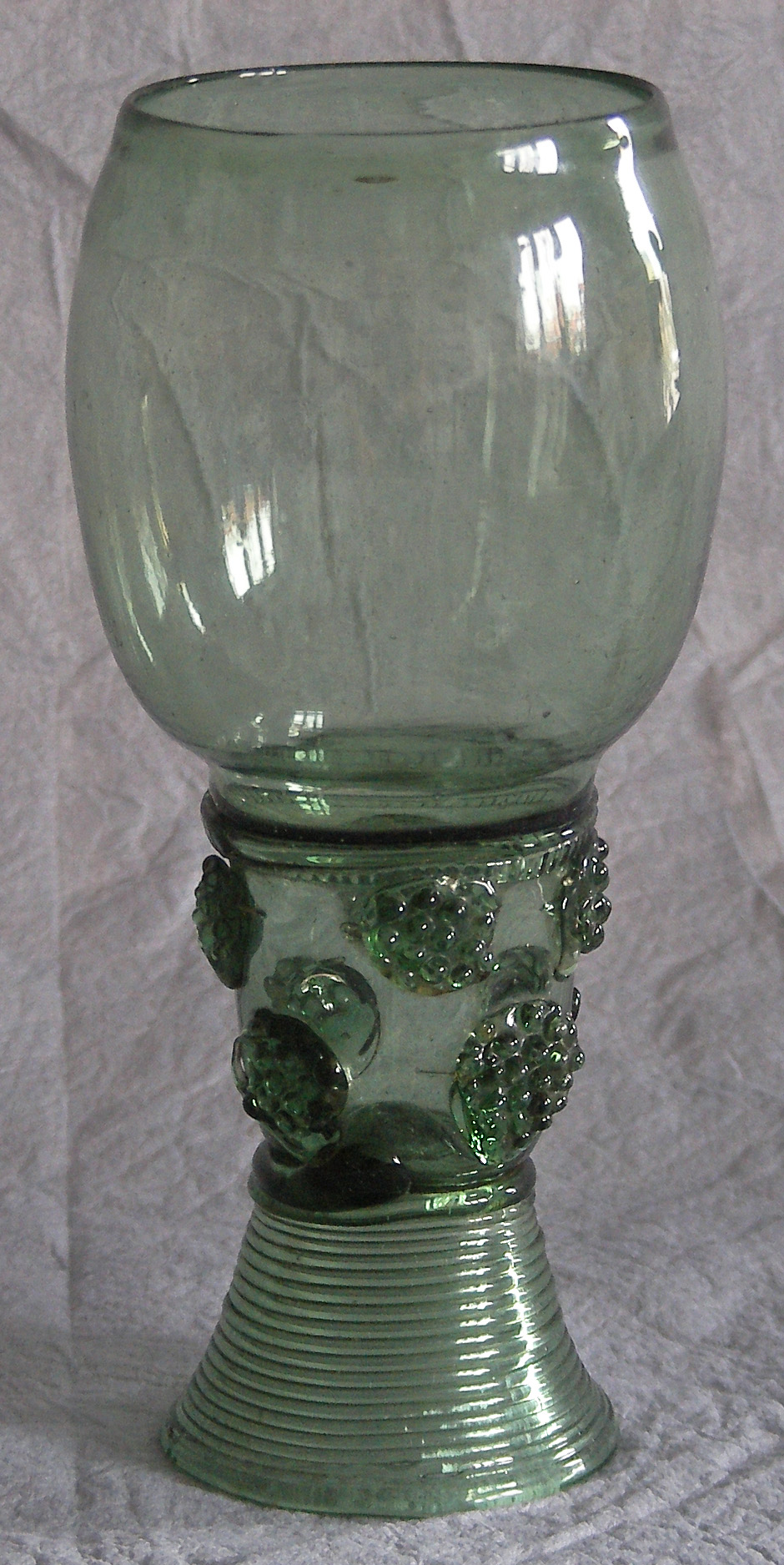
Vaso alemán fabricado con vidrio del bosque,.

## Períodos posteriores y otras áreas geográficas
- Europa medieval y el vidrio del bosque
- Cuentas de intercambio: África y las Américas
- Vidrio antiguo chino